# Return To The Rock
《Return To The Rock》은 대한민국 록 가수 임재범이 1998년 발매한 솔로 3집 음반이며, 1998년 8월에 발매되었다.

## 음반
임재범의 세 번째 앨범. 그동안 록발라드로 대중적인 인기를 받아온 그가 다시 초심으로 돌아가 진한 프로그레시브 록 사운드를 들려준다. 난해한 감이 있지만 록커 본연의 자세로 돌아간 앨범.

## 수록곡
1. Intro (고해)
2. 고해
3. Myth
4. Blue
5. Atlantis
6. Exodus
7. War And Order
8. 또다른 만남의 시간
9. Adam
10. Alcohol
11. Mu
12. 진혼